# Erlangen

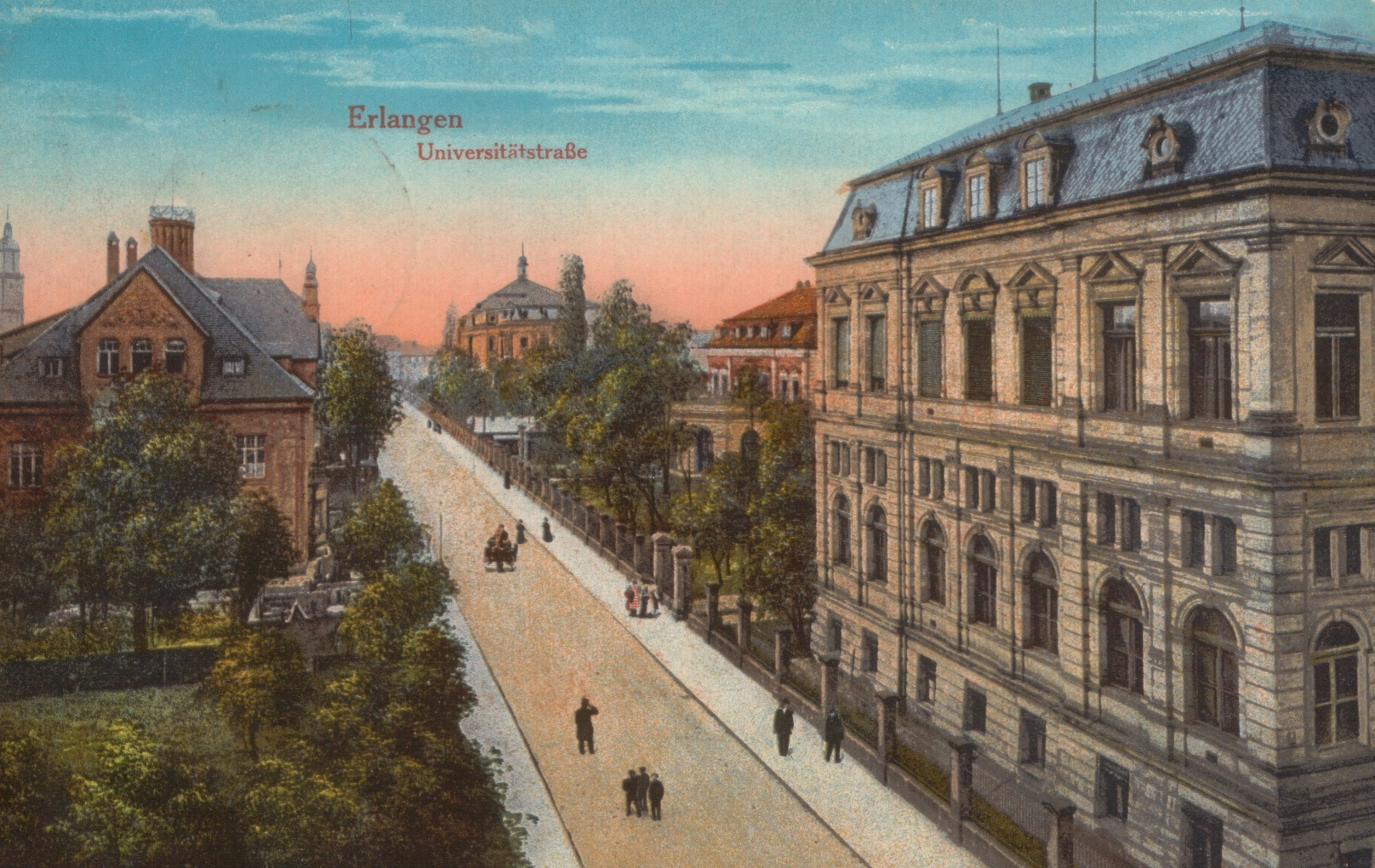
Erlangen khoảng năm 1915

Erlangen là một thành phố lớn trong vùng Mittelfranken bang Bayern, Đức. Thành phố có diện tích 76,9 km², dân số là 104.650 người. Thành phố này nằm ở nơi hợp lưu của sông Regnitz và sông nhánh Untere Schwabach. 
Erlangen có trên 100,000 người cư trú.
Erlangen có đại học Erlangen-Nuremberg và một số chi nhánh của Siemens AG, cũng như viện Fraunhofer Society. 